# Anexión de Amur
La anexión de Amur fue la anexión del rincón sureste de Siberia por parte del Imperio ruso en 1858-1860 a través de una serie de tratados desiguales forzados a la dinastía Qing. Las dos áreas involucradas son el Primorye entre el río Amur y los montes Stanovoi al norte y el Primorye que corre por la costa desde la boca del Amur hasta la frontera con Corea, incluyendo la isla de Sajalín. El territorio de Manchuria Exterior estuvo anteriormente bajo la administración de la dinastía Qing.
En la geografía actual de Rusia, Primorye, las tierras de Amur, corresponde aproximadamente al óblast de Amur y a la mitad meridional del krai de Jabárovsk, mientras que Primorie, las tierras marítimas, corresponde al Krai de Primorie y, posiblemente, a las secciones adyacentes de la región de Jabárovsk.

## Antecedentes

El Imperio Qing alrededor de 1820

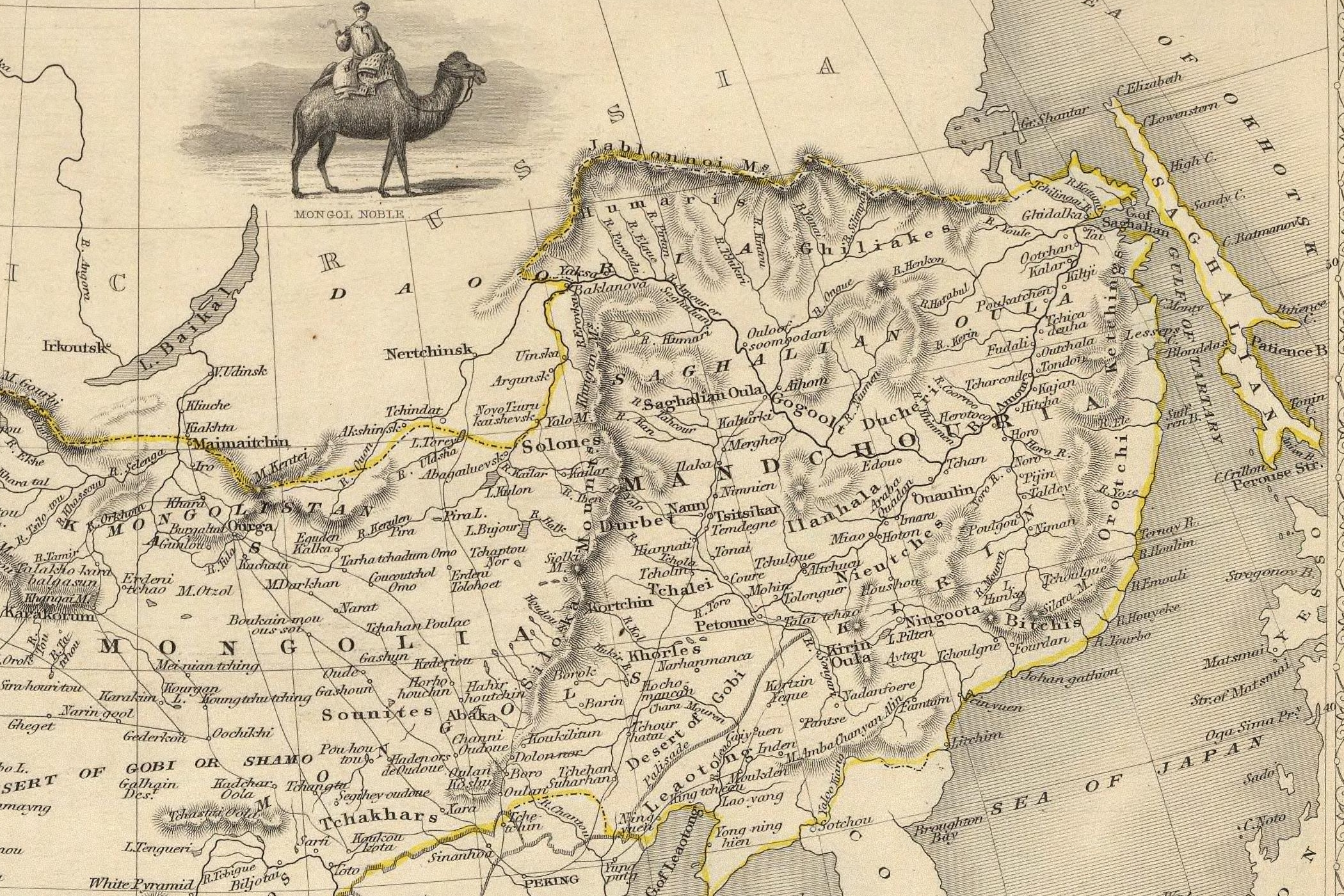
Mapa británico de 1851 que muestra la frontera ruso-china antes de la anexión

Hidrológicamente, los montes Stanovoi separan los ríos que fluyen hacia el norte en el Ártico de los que fluyen hacia el sur en el río Amur.  Ecológicamente, la zona es el borde sureste del bosque boreal de Siberia, con algunas zonas buenas para la agricultura a lo largo del Amur medio. Social y políticamente, desde aproximadamente el año 600 d. C., fue la franja norte del mundo chino-coreano-manchú.  En 1643 los aventureros rusos se extendieron sobre los Estanovos, llegando a tener una fortaleza meridional junto al Amur, Albazín, pero en 1689 fueron expulsados por los manchúes. Por el Tratado de Nérchinsk (1689) los dos imperios reconocieron a los Estanovos y al río Argún como su frontera. Esto permaneció estable hasta la década de 1840. Después de los viajes del Capitán James Cook un número significativo de buques británicos, franceses y americanos comenzaron a entrar en el Pacífico.  Fueron seguidos por rusos como Grigori Shélijov y Nikolái Rezánov que se ocupaban principalmente de las nuevas colonias rusas en Alaska. Esto planteó el problema de la defensa naval de la costa este de Siberia y la posibilidad de usar el río Amur como ruta de suministro hacia el Pacífico.

## Muraviov y el Tratado de Aigun (1858)
En 1845 Alexander von Middendorf entró en el país de los Amur y escribió un informe. En 1847 Aleksandr Gavrilov llegó a la desembocadura del Amur pero no pudo encontrar una entrada de aguas profundas. En 1848 Guennadi Nevelskói fue enviado al 'Baikal' para explorar la costa del Pacífico.  En 1849 navegó parte del camino hacia el Amur y luego navegó hacia el sur a través del Estrecho Tártaro, demostrando así que Sakhalin era una isla, un hecho que se mantuvo como secreto militar. En 1850 fundó Nikolayevsk del Amur en lo que se suponía que era territorio chino. El Ministro de Relaciones Exteriores trató de anular esto, pero Nicolás I declaró «donde una vez que la bandera rusa se iza, no debe ser arriada».  En los siguientes tres años, Nevelskoy estableció otros fuertes en el supuesto territorio chino alrededor de la boca del Amur.  En 1847 Nikolái Muraviov fue nombrado gobernador general de Siberia Oriental. Antes de partir a Irkutsk, organizó la creación de un "Comité del Amur" para coordinar el trabajo en la zona. En 1849 hizo un viaje por tierra a Okhotsk y luego a Petropavlovsk-Kamchatsky. Uno de los resultados fue el traslado del principal centro naval de Okhotsk a Petropavlovsk. Para darse una fuerza militar creó un nuevo anfitrión cosaco, los cosacos de Baikal, armando a 20.000 siervos mineros. En mayo-junio de 1854, él y 1.000 hombres navegaron por el Amur hasta Nikolayevsk. El gobernador manchú de Aigun no tuvo más remedio que dejarlos pasar.
Las noticias de la Guerra de Crimea llegaron al lejano oriente en julio. En septiembre, una fuerza naval anglo-francesa fue derrotada en el sitio de Petropavlovsk. Juzgando que Petropavlovsk no podía ser defendida, Muraviov ordenó al Contralmirante Vasily Zavoyko que moviera sus fuerzas al área de Amur. En mayo de 1855, las fuerzas de Charles Elliot encontraron a Zavoyko en la bahía de De Kastri (al sur del Cabo Nevelskoy, en el Estrecho Tártaro). Bajo la cobertura de la niebla, Zavoiko se retiró hacia el norte hasta la boca del Amur, lo que desconcertó a los británicos ya que pensaban que Sakhalin estaba conectada con el continente. En 1855 Muraviov envió una fuerza de 3000 hombres al Amur, incluyendo colonos. Los chinos declararon que esto era ilegal, pero no hicieron nada. Además, en 1855 Rusia y Japón firmaron el Tratado de Shimoda que resolvió temporalmente su conflicto en Sajalín y las Islas Kuriles. El representante ruso fue el Almirante Putiatin. La segunda guerra del Opio estalló en 1856. Para 1858 los británicos y los franceses habían capturado Canton. Cuando llegó la noticia de esto a San Petersburgo, el ministro de Relaciones Exteriores, Alexander Gorchakov, que había reemplazado a Nesselrode, decidió que era hora de «activar la política rusa del Lejano Oriente». Muraviov recibió poderes plenipotenciarios y el Almirante Yevfimy Putiatin fue enviado a Pekín para negociar una relación más favorable. En 1856 y 1857 Muraviov envió más colonos al Amur.  En 1858 fue él mismo. Sus instrucciones eran no usar la fuerza excepto para rescatar a los cautivos. Al llegar a Aigun presentó al gobernador local un tratado, que fue firmado. Este "Tratado de Aigun" básicamente asignó toda la tierra al norte del Amur a Rusia y declaró el área al este del río Ussuri y al sur del Amur (norte de Primorie) como un condominio ruso-chino hasta futuras negociaciones.
Muraviov continuó bajando por el Amur y fundó Jabárovsk en la desembocadura del Ussuri. En septiembre del año siguiente, Alejandro II de Rusia lo ascendió a general y le concedió el sufijo «Amurski». En 1859 envió una expedición de exploración por la costa hasta Vladivostok.

## Putiatin, Ignátiev y la Convención de Pekín (1860)

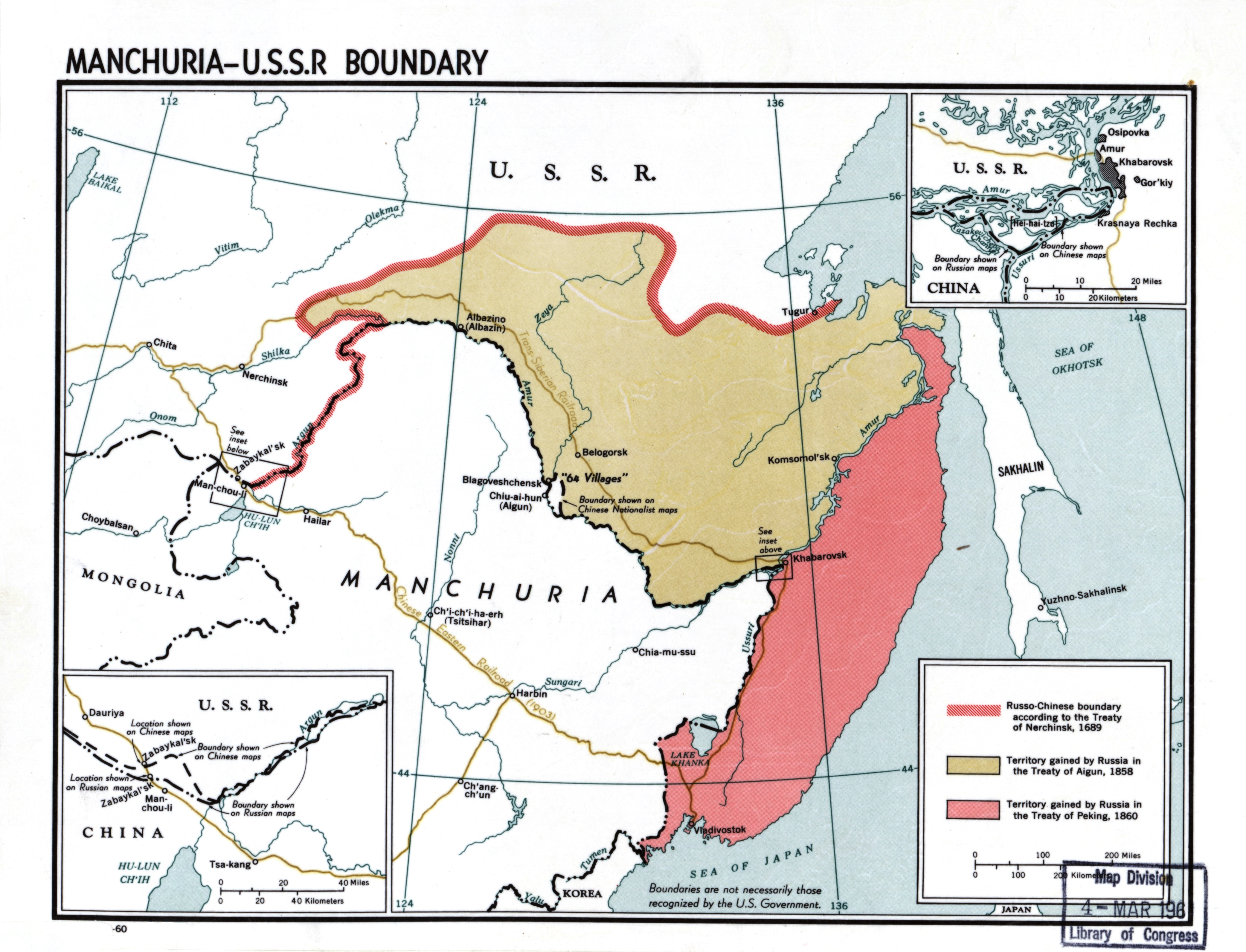
Cambios en la frontera ruso-china en los siglos XVII y XIX

Mientras tanto, el Almirante Yevfimy Putiatin viajaba por tierra a China. Llegando a Kyakhta, se le negó la entrada (primavera de 1857), así que navegó por el Amur y tomó un barco a Tientsin. Al negársele la entrada de nuevo, se unió a los británicos y franceses en Shanghái. Cuando los aliados tomaron los Fuertes Taku, Putiatin se ofreció como mediador. El resultado fue el Tratado de Tianjin que concedió la mayoría de las demandas aliadas. Sin informar completamente a los aliados, Putiatin hizo un trato separado con los chinos (13 de junio de 1858). A cambio de cañones, 20.000 rifles e instructores militares, la frontera se ajustaría de alguna manera no especificada (Putiatin no conocía el Tratado de Aigun que se había firmado 16 días antes). Después de que los aliados se retiraran, los chinos no aplicaron los tratados. Los aliados volvieron en junio de 1859, intentaron retomar los Fuertes de Taku y fracasaron. Como resultado, los chinos se negaron a ratificar los tratados.
En este punto, un General de División de 27 años llamado Nikolái Pávlovich Ignátiev entró en escena. En marzo de 1859 fue asignado para acompañar a las armas e instructores rusos. En la frontera se encontró con que los chinos habían rechazado los tratados y no aceptaban las armas. Continuó a Pekín donde permaneció en la misión eclesiástica rusa e intentó negociar con los manchúes. Al enterarse de los preparativos de los aliados, se unió a los británicos y franceses en Shanghái y demostró ser de gran ayuda para los consejos aliados (tenía un mapa de Pekín y buenos intérpretes). En octubre de 1860 los británicos y franceses habían retomado los fuertes de Taku y entrado en Pekín y el Emperador había huido a Jehol. Ignátiev se colocó ahora como intermediario entre los europeos y los chinos. Por los dos primeros Tratados de Pekín (24 y 25 de octubre de 1860) se cumplieron casi todas las demandas aliadas. Ignátiev continuó las negociaciones para un tratado ruso-chino. Convenció a los chinos de que sólo su apoyo haría que los aliados abandonaran la capital. El resultado fue la Convención Ruso-China de Pekín del 14 de noviembre de 1860. Con ello se ratificó el Tratado de Tientsin y se cedió al Imperio Ruso toda la tierra al norte del Amur y al este del Ussuri. Así, por pura diplomacia y con sólo unos pocos miles de tropas, los rusos aprovecharon la debilidad china y la fuerza de las otras potencias europeas para anexar 350 000 millas cuadradas (906 500 km²) de territorio tradicionalmente chino. Con la excepción del cañoneo bastante ceremonial de Muraviov en Aigun, aparentemente no se había disparado ni un solo tiro.